# Persatuan Cina Malaysia
Persatuan Cina Malaysia of Malaysian Chinese Association, in Nederlands: Maleisische Chinese vereniging is een multiculturele politieke partij in Maleisië die vooral de Chinese Maleisiërs vertegenwoordigt. Het is een partij in een van de drie hoofdcoalities in de Maleise politiek: Barisan Nasional (BN), ook wel Nationaal Front.
De partij werd op 19 februari 1949 opgericht onder leiding van de Peranakan-Chinees Tan Cheng Lock. De eerste groep mensen in het bestuur hadden grotendeels een Guomindang achtergrond.
Sinds 2018 is Wee Ka Siong partijvoorzitter.